# Patricia Barreto
Patricia Priscilla Barreto Allemant (Lima, 18 de abril de 1990) es una actriz peruana de cine, teatro y televisión. Obtuvo reconocimiento por protagonizar la telenovela Maricucha y la película No me digas solterona, interpretando María Augusta López Huamán y Patricia respectivamente.

## Carrera
Su formación comenzó a los trece años como clown e improvisadora en la escuela Pataclaun en los años 2000 a 2003. Luego viajó a Buenos Aires, Argentina para estudiar Arte Dramático y Comedia del Arte y formarse en la técnica de Lecoq en el Teatro Belisario, así como la formación de trapecio fijo en el circo Criollo de Buenos Aires.
A su regreso a Lima, en 2007, pasó por un casting para formar parte de la serie juvenil Graffiti realizada por Chroma Producciones, donde obtuvo el papel de Cristina García.
En el mismo año, comienza su carrera como actriz con el grupo EspacioLibre con la obra Una guerra que no se pelea de Sara Joffré bajo la dirección de Diego La Hoz y al año siguiente realiza la obra Nuestra Señora de las nubes dirigida por Franklin Dávalos y es ahí, en una función, donde asiste Chela de Ferrari, productora del Teatro La Plaza, y la convoca a formar parte de su segunda obra: Las brujas de Salem, dirigida por Juan Carlos Fisher. En consecuencia, realiza Agosto Condado Osage, dirigida por Juan Carlos Fisher (Lima, 2010).
En 2011 hace una pausa televisiva para dedicarse enteramente al teatro y es así como obtiene el papel protagónico en la obra La doble inconstancia de Pierre de Marivaux, dirigida por Roberto Ángeles.
Comienza así la creación colectiva de Este sol es falso, dirigida por Nidia Bermejo. Posteriormente la obra fue ganadora del FAEL en 2012.
En el mismo año vuelve a estudiar teatro en el Seminario anual de actores avanzados del maestro Alberto Isola y estudia un año de canto con el maestro Wilson Hidalgo (2014).
Entre las obras más destacables de Patricia se encuentran: Piaf de Pam Gems dirigida por Joaquín Vargas donde protagonizó a la cantante francesa Édith Piaf durante tres temporadas desde 2015 hasta 2017 con éxito de taquilla. El diario de Ana Frank dirigía por Joaquín Vargas. Las chicas de 4to C de Los Productores dirigida por Adrián Galarcep.

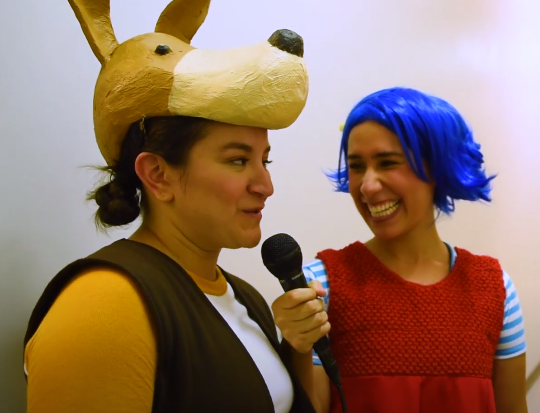
Barreto interpretando a Sisi (a la derecha) junto a su amiga Lala (Kary Rodríguez) en 2019.

Realiza múltiples obras de teatro para el público familiar donde las más conocidas fueron Los Fabulatas 1 y 2, dirigidas por Paloma Reyes de Sa. Plop y Wiwi teatro para bebés de Els Vandell. Los Q’upas, creación colectiva dirigida por Pablo Saldarriaga.
Además realizó una serie de obras derivativas para el Gran Teatro Nacional: Las aventuras musicales de Sisi y Lala (2019), Sisi y su primer circo (2021), y Sisi y su primer ballet (2021). En 2024, Sisi y su primer circo se reinterpretó en formato pódcast.
En 2017 conduce el magacine cultural juvenil Inéditos, del canal IPe, el cual se mantiene al aire con dos temporadas hasta 2018.
En 2018 vuelve a la ficción de televisión con la serie en horario central Los Vílchez, de la productora ProTV, con el personaje de Julia Cabezas y a la par es convocada por la directora Ani Alva Helfer y la productora Big Bang Films para protagonizar la película No me digas solterona, en donde la secuela ya se encuentra grabada y estrenada cuatro años después.
Continuó actuando en series de televisión locales como Maricucha y Nina de azúcar. Además, recibió propuestas para producciones internacionales, pero optó por enfocarse en el ámbito local.
En 2022 debuta como acróbata para la función circense Volar en Lima.

## Teatro
| Año       | Título                                           | Papel               | Notas                                      |
| --------- | ------------------------------------------------ | ------------------- | ------------------------------------------ |
| 2009      | Nuestra señora de las nubes                      | Varios roles        | Teatro Racional                            |
| 2010      | Las Brujas de Salem                              | Amiga de Abigail    | Teatro La Plaza                            |
| 2010      | El bahúl mágico                                  | Varios roles        | Centro cultural PUCP                       |
| 2010      | Agosto, Condado Osage                            | Jean Fordham        | Teatro La Plaza                            |
| 2010      | Albertina y las zapatillas de lana               | Varios roles        | Centro cultural PUCP                       |
| 2011      | La doble inconstancia de Jean Pierre de Marivaux | Silvia              | Centro cultural PUCP                       |
| 2011      | Este sol es falso                                | Sol                 | Teatro MALI                                |
| 2011      | Entonces Alicia cayó                             | Paz                 | Teatro Británico                           |
| 2011      | Circle Mirrror Transformation                    | Lauren              | CAFAE                                      |
| 2011      | Momo                                             | Varios roles        | Teatro La Plaza                            |
| 2012      | Hairspray                                        | Brenda              | Teatro Peruano Japonés                     |
| 2012      | Hadas                                            | Hada verde          | Teatro Plaza Norte                         |
| 2012      | Este sol es falso                                | Sol                 | Obra seleccionada para el FAEL             |
| 2013      | Los Fabulatas                                    | María Belén         | Centro cultural PUCP                       |
| 2013      | ¿Eres tú, pequeño?                               | Bergenia            | Teatro Británico                           |
| 2013      | Los Fabulatas                                    | María Belén         | Navelandia – Parque de la exposición       |
| 2014      | Confusiones                                      | Varios personajes   | Teatro de Lucía                            |
| 2014      | Los Fabulatas                                    | María Belén         | Festival internacional infantil en México  |
| 2014      | Lo que el mayordomo vio                          | Geraldine Barclay   | Teatro de Lucía                            |
| 2014      | Vincent en Londres                               | Eugenie Loyer       | Centro cultural PUCP                       |
| 2015      | Piaf                                             | Piaf                | Protagónico, Teatro de la Alianza Francesa |
| 2015      | Los Fabulatas 2 y la máquina legendaria          | María Belén         | Centro cultural PUCP                       |
| 2015      | El continente negro                              | Ana, Luisa          | Teatro Olivar                              |
| 2015      | Sueño de una noche de verano                     | Puck                | Teatro La Plaza                            |
| 2015      | Piaf (reposición)                                | Edith Piaf          | Centro cultural PUCP                       |
| 2015      | ¿Qué hacemos con papá Noel?                      | La china            | Microteatro Lima                           |
| 2016      | Ay amor                                          | Varios personajes   | ICPNA                                      |
| 2016      | Perderle el miedo a la noche                     | Pescadora           | Microteatro Lima                           |
| 2016      | Plop y Wiwi                                      | Wiwi                | Teatro La Plaza                            |
| 2016      | Nunca llueve en Lima                             | Daniela             | Teatro Británico                           |
| 2016      | Aura                                             | Aura                | Centro cultural de la UP                   |
| 2017      | Piaf (reposición)                                | Edith Piaf          | Teatro Marsano                             |
| 2017      | Savia                                            | Lalia, la enfermera | Teatro La Plaza                            |
| 2017      | Los Q’upas                                       | Qupa                | Teatro La Plaza                            |
| 2018      | El diario de Ana Frank                           | Ana Frank           | Teatro Mario Vargas Llosa                  |
| 2018-2019 | Chicas del 4to C                                 | Daniela             | Teatro Pirandello                          |
| 2019-2020 | Las aventuras musicales de Sisi y Lala           | Sisi                | Gran Teatro Nacional                       |
| 2021      | Sisi y su primer circo                           | Sisi                | Gran Teatro Nacional                       |
| 2021      | Sisi y su primer ballet                          | Sisi                | Gran Teatro Nacional                       |

## Filmografía
| Año  | Título                  | Papel                   | Notas                     |
| ---- | ----------------------- | ----------------------- | ------------------------- |
| 2012 | Cucurucho               | Ella                    | Cortometraje              |
| 2012 | Tres conversaciones     | Mujer                   | Cortometraje              |
| 2014 | Monteescondido          |                         | Cortometraje              |
| 2014 | Dos besos               | Antonia                 | Película                  |
| 2015 | Bruno y yo              | Ella                    | Cortometraje              |
| 2017 | La pasión de Javier     | Cecilia Heraud          | Película                  |
| 2018 | No me digas solterona   | Patricia "Paty" Ramírez | Película (protagonista)   |
| 2022 | No me digas solterona 2 | Patricia "Paty" Ramírez | Película (protagonista)   |
| 2024 | Isla bonita             | Andrea                  | Película (protagonista)   |
| 2024 | Bienvenidos al paraíso  | Cata                    | Película (coprotagonista) |

| Año         | Título           | Papel                                    | Notas                                    |
| ----------- | ---------------- | ---------------------------------------- | ---------------------------------------- |
| 2007        | Graffiti         | Cristina García                          | Novela                                   |
| 2009        | Clave Uno        | Karina                                   | Segunda temporada                        |
| 2017        | Inéditos         | Conducción                               | Programa cultural juvenil                |
| 2017        | Natalia          | Lourdes                                  | Villana Invitada                         |
| 2019 - 2020 | Los Vílchez      | Julia Judith Cabezas Izquierdo           | Spin-off de Ven, baila, quinceañera      |
| 2019 - 2020 | Los Vílchez      | Julia Judith Cabezas Izquierdo           | Rol estelar; primera y segunda temporada |
| 2020        | Aprendo en casa  | Conducción                               | Programa educativo infantil              |
| 2022-2023   | Maricucha        | María Augusta López Huamán ''Maricucha'' |                                          |
| 2022-2023   | Maricucha        | María Augusta López Huamán ''Maricucha'' | Rol protagónico                          |
| 2022        | Junta de vecinos | Killa                                    |                                          |
| 2022        | Junta de vecinos | Killa                                    | Rol estelar                              |
| 2024-2025   | Nina de azúcar   | Nina Garay ''Nina''                      |                                          |
| 2024-2025   | Nina de azúcar   | Nina Garay ''Nina''                      | Rol protagónico                          |

| Título         | Notas                                                                                |
| -------------- | ------------------------------------------------------------------------------------ |
| Los Cinéfilos  | Capítulos: “Los Cinéfilos”, “8 ½” y “Las cinéfilas, los cinéfilos y los serie filos” |
| Los Primerizos | Cliente: Sodimac                                                                     |

## Reconocimientos
| Año  | Premio                                       | Categoría                                | Trabajo               | Resultado |
| ---- | -------------------------------------------- | ---------------------------------------- | --------------------- | --------- |
| 2005 | 1.º Campeonato profesional Patacláun         | Mejor improvisadora                      | Pataclaun             | Ganadora  |
| 2005 | Apecus                                       | Mejor actriz protagónica de cortometraje | Drogas                | Ganadora  |
| 2015 | El Oficio Crítico                            | Mejor actriz teatral                     | Piaf                  | Ganadora  |
| 2015 | Premios Aibal                                | Mejor intérprete musical femenina        | Musical               | Ganadora  |
| 2018 | Premios Luces de El Comercio                 | Mejor actriz de cine                     | No me digas solterona | Ganadora  |
| 2019 | Asociación Peruana de Prensa Cinematográfica | Mejor actriz Protagónica de Cine         | No me digas solterona | Ganadora  |

## Experiencia en docencia
| Año         | Descripción                                           | Papel   | Notas                     |
| ----------- | ----------------------------------------------------- | ------- | ------------------------- |
| 2006        | Taller de actuación                                   | Docente | Colegio mater Admirabilis |
| 2006        | Taller de actuación para niños                        | Docente | Iguana Talleres           |
| 2006        | Taller de actuación para niños y adolescentes         | Docente | Biblioteca de San Isidro  |
| 2004 - 2006 | Taller de clown                                       | Docente | Colegio Belén             |
| 2010 - 2012 | Teatro                                                | Docente | Colegio Euroamericano     |
| 2014 - 2015 | Taller de verano de teatro para niños “Los Fabulatas” | Docente |                           |
| 2018        | Taller de verano de teatro para adolescentes          | Docente | Teatro La Plaza           |
| 2018        | Seminario intensivo de teatro                         | Docente | Teatro La Plaza Talleres  |
| 2020        | Taller teatro para niños                              | Docente | Escuela La Histrionica    |